# Etoumbi
Etoumbi est une ville du nord-ouest de la République du Congo, chef-lieu du district du même nom, dans le département de Cuvette-Ouest. La plupart des habitants vivent de la chasse dans les forêts proches. Récemment, la ville a été le point d'origine de quatre épidémies de maladie à virus Ebola, dont on pense qu'elles ont été causées par des habitants ayant mangé la chair d'animaux trouvés morts dans la forêt. En 2003, 120 personnes sont mortes lors d'une épidémie. La ville a été placée en quarantaine lors d'une épidémie en mai 2005.